# Acronicta acerbata
Acronicta acerbata là một loài bướm đêm trong họ Noctuidae.